# Пренатальный скрининг
Пренатальный скрининг — разновидность скрининга, комплекс медицинских исследований (лабораторных, ультразвуковых), направленный на выявление группы риска по развитию пороков плода во время беременности.
Слово «пренатальный» означает «дородовой», а слово «скрининг» — «просеивание». В медицине под скринингом понимают простые, безопасные массовые (большой группе населения) исследования с целью выделения групп повышенного риска. Пренатальный скрининг проводится во время беременности и направлен на выявление осложнений беременности, в том числе, развития пороков плода. C помощью пренатального скрининга выявляются группы пациенток, у которых риск развития пороков плода выше, чем у других. По результатам скрининга принимается решение о проведении более детального обследования и консультаций (инвазивные методы исследования, консультация генетика).
Инвазивные методы исследования (биопсия ворсин хориона и амниоцентез) выявления пороков развития плода (например, синдрома Дауна) дают возможность диагностировать заболевание на ранних сроках беременности, но эти методы сопряжены с рядом возможных осложнений (выкидыш, развитие группового или резус-конфликта, инфицирования плода и т. д.). Именно поэтому данные исследования назначаются только при высоком риске патологии.
Наличие высокого риска не означает наличие порока у плода, а лишь требует более пристального внимания и дополнительных консультаций и обследований. Чем больше информации используется при расчете риска, тем более точным будет результат. Для определения срока желательно использовать УЗИ первого триместра. В первом триместре важным является наличие заключения УЗИ с измерением ТВП. А во втором триместре желательно проводить не двойной или тройной, а четверной тест (АФП, ХГЧ, ингибин А, свободный эстриол).

## Виды исследований в рамках пренатального скрининга
- Биохимические анализы крови
- Ультразвуковые исследования.

Комплекс биохимических и ультразвуковых исследований представляет собой комбинированный скрининг.

## Виды пренатального скрининга по срокам проведения исследований
- Пренатальный скрининг первого триместра беременности (на сроке 11-13+6 недель беременности). Сюда относится двойной или тройной тесты первого триместра беременности.
- Пренатальный скрининг второго триместра беременности (на сроке 16-18 недель беременности). Сюда относятся двойной, тройной или четверной тесты второго триместра беременности.
- Комплекс исследований первого и второго триместра — интегральное (комбинированное) вычисление риска.

## Какие риски рассчитываются при пренатальном скрининге
- Синдрома Дауна (в первом и во втором триместре)
- Синдром Эдвардса (в первом и во втором триместре)
- Дефекты нервной трубки (анэнцефалия) (только во втором триместре)
- Синдром Корнелии де Ланге
- Синдром Смит-Лемли-Опица
- Немолярной триплоидии
- Синдром Патау

## Биохимические (гормональные) показатели пренатального скрининга
- В первом триместре — свободная β-субъединица ХГЧ(хорионический гонадотропин человека), PAPP-A (pregnancy associated plasma protein A), связанный с беременностью плазменный протеин A)
- Во втором триместре — общий ХГЧ или свободная β-субъединица ХГЧ, свободный эстриол, ингибин А, АФП(альфафетопротеин)

## Как проводится расчет рисков
Расчет рисков состоит из следующих этапов: Вы сдаете кровь и делаете УЗИ. При сдаче крови обязательно заполняется анкета, где Вы указываете данные, важные как для расчета срока беременности, так и для расчета рисков пороков. Из сданного Вами биоматериала выполняются нужные для Вашего срока анализы. Далее вся информация вводится в специальную компьютерную программу, где проводится расчет рисков. Все результаты анализируются врачом, после чего выдаются Вам на бланке. На бланке пренатального скрининга будет информация о возрастном риске по патологии (с возрастом риск патологии меняется), значения биохимических показателей, значения МоМ (см.ниже), значения риска по заболеваниям. 

Простого определения показателей недостаточно для определения рисков: слишком большая погрешность. На первом этапе расчета все полученные показатели вводятся в программу, где рассчитываются так называемые MoM (multiple of median, кратное медианы). МоМ показывают степень отклонения каждого показателя от медианы (среднего по популяции значения для данного срока беременности). Формула для расчета МоМ: MoM = [Значение показателя в сыворотке крови пациентки] / [Значение медианы показателя для срока беременности]Например, медиана равна 2, а значение равно 1. МоМ будет равен 0,5. Если значение MoM у пациентки близко к единице, то значение показателя близко к среднему в популяции, если выше единицы — выше среднего в популяции, если ниже единицы — ниже среднего. На втором этапе это значение МоМ корректируются с учётом различных факторов (массы тела, расы, ЭКО, сахарного диабета, курения, количества плодов и так далее). Приведенное выше значение (0,5) может измениться в ту или иную сторону. На третьем этапе на основании рассчитанных МоМ рассчитываются риски. МоМ по разным показателям принимают участие в расчете рисков разных видов патологии. Для более точной оценки риска важно правильно и полностью заполнить анкету. 

При различных пороках и состояниях МоМ наблюдается сочетанное отклонение МоМ разных показателей от среднего. Такие сочетания называются профилями МоМ. Чем более «похож» профиль пациентки на профиль при той или иной патологии, тем выше риск. Например, при синдроме Дауна в первом триместре наблюдается снижение PAPP-A и повышение ХГЧ, во втором триместре — повышение ХГЧ, ингибина А, снижение свободного эстриола. 

Различные состояния, а также прием некоторых лекарственных средств могут влиять на значение показателей, следовательно, значением МоМ. Поэтому интерпретацию скрининга должен проводить врач. 

Делать УЗИ в день сдачи скрининга или в ближайшие к нему дни обязательно. Необходимо уложиться в правильные сроки сдачи крови и проведения УЗИ.